# Grand-amiral

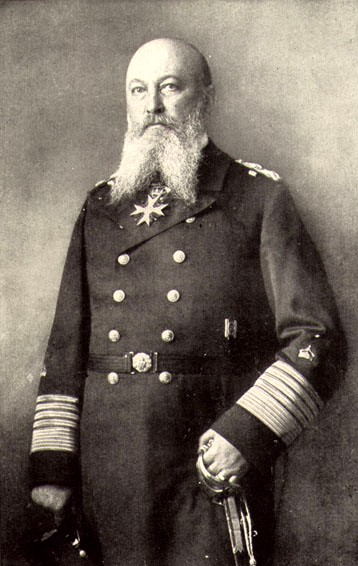
Alfred von Tirpitz en uniforme de Großadmiral.

Le grade militaire naval de grand-amiral est, dans les marines de guerre qui l’utilisent, le plus haut haut grade militaire existant. Bien que son intitulé puisse varier selon les pays, il désigne toujours la position la plus élevée dans la hiérarchie de la marine militaire. Dans certains cas, il peut également être accordé à titre honorifique, en tant que dignité.
Il ne doit pas être confondu avec le grade d'amiral de la flotte, qui est son équivalent hiérarchique.

## Usages dans différents pays
Les articles suivants proposent un contenu spécifique à propos de ce grade pour chaque pays :
- Großadmiral (Allemagne et Autriche-Hongrie) ;
- grand-amiral (république démocratique du Congo) ;
- grande ammiraglio (Italie) ;
- amiral de France ou grand amiral de France (France).
- Gensui, Kaigun-Taishō (Grand Amiral) était le plus haut titre de la Marine impériale japonaise d'avant-guerre. Il a été conféré au Japon de 1898 à 1944.

## Ordre des Hospitaliers
Dans l'ordre de Saint-Jean de Jérusalem (ou « ordre des Hospitaliers »), la dignité de grand amiral était donnée au pilier de la langue d'Italie, responsable de la flotte hospitalière et de ses équipages.

## Culture populaire
Le grade de grand-amiral apparaît dans l'univers de Star Wars, où l'un des plus hauts dignitaires de l'Empire galactique est le Grand Amiral Thrawn[réf. nécessaire], qui est ainsi le seul non-humain et l'une des douze personnes à posséder ainsi le grade le plus élevé de la Marine impériale.